# District Daugavpils
Het district Daugavpils (Lets: Daugavpils rajons) is een voormalig district in het zuidoosten van Letland. Het grensde aan Wit-Rusland, Litouwen en aan de districten Jēkabpils, Preiļi en Krāslava. 
Het bestuurscentrum Daugavpils behoorde niet tot het district, maar was een zelfstandig stadsdistrict (lielpilsētas).
Het overgrote deel van het district Daugavpils ligt onder de zeeniveau, terwijl er ook een aantal heuvels zijn die hoger zijn dan 200 meter, Egļukalns (220,1 m), Piķeļnieku kalns (206 m), Lediņu kalns (202 m) en Skrudalienas kalns (201 m). Door het district stroomt de rivier de Daugava.
Het grondgebied van de huidige gemeente Augšdaugavas novads (sinds juli 2021) valt samen met dat van het vroegere district Daugavpils.